# Ері Ходзумі
Ходзумі Ері (яп. 穂積 絵莉) —  японська тенісистка, що спеціалізується в основному на парній грі, призерка Азійських ігор.
На Азійських іграх 2014 року, що проходили в корейському Інчхоні, Ходзумі здобула дві бронзові медалі — в одиночному та парному турнірах. 

## Фінали турнірів Великого шолома

### Парний розряд: 1 фінал
| Результат | Рік  | Турнір      | Поверхня | Партнерка      | Супротивниці                          | Рахунок  |
| --------- | ---- | ----------- | -------- | -------------- | ------------------------------------- | -------- |
| Поразка   | 2018 | French Open | Ґрунт    | Макото Ніномія | Барбора Крейчикова Катержина Сінякова | 3-6, 3-6 |

## Фінали турнірів WTA

### Парний розряд: 4 (1 титул)
| Результат | №  | Дата           | Турнір                             | Поверхня    | Партнерка      | Супротивниці                          | Рахунок          |
| --------- | -- | -------------- | ---------------------------------- | ----------- | -------------- | ------------------------------------- | ---------------- |
| Поразка   | 1. | 14 лютого 2016 | Taiwan Open, Гаосюн, Тайвань       | Хард        | Като Мію       | Чжань Хаоцін Чжань Юнжань             | 4–6, 3–6         |
| Перемога  | 1. | 10 квітня 2016 | Katowice Open, Катовіце, Польща    | Хард (зала) | Мію Като       | Валентина Івахненко Марина Мельникова | 3–6, 7–5, [10–8] |
| Поразка   | 2. | 7 лютого 2018  | ASB Classic, Окленд, Нова Зеландія | Хард        | Мію Като       | Сара Еррані Бібіане Схофс             | 5–7, 1–6         |
| Поразка   |    | 11 червня 2018 | French Open, Париж, Франція        | Ґрунт       | Ніномія Макото | Барбора Крейчикова Катеріна Сінякова  | 3-6, 3-6         |

## Зовнішні посилання
- Досьє на сайті WTA

## Виноски
1. 1 2  Player Profile // WTA website
2. ↑  http://www.jta-tennis.or.jp/players_manage/female/jta_player_disp.php?procid=1&seq_id=249&disp_id=2&

| Тенісист | Це незавершена стаття про тенісиста чи тенісистку. Ви можете допомогти проєкту, виправивши або дописавши її. |